# Benedizione degli alberi

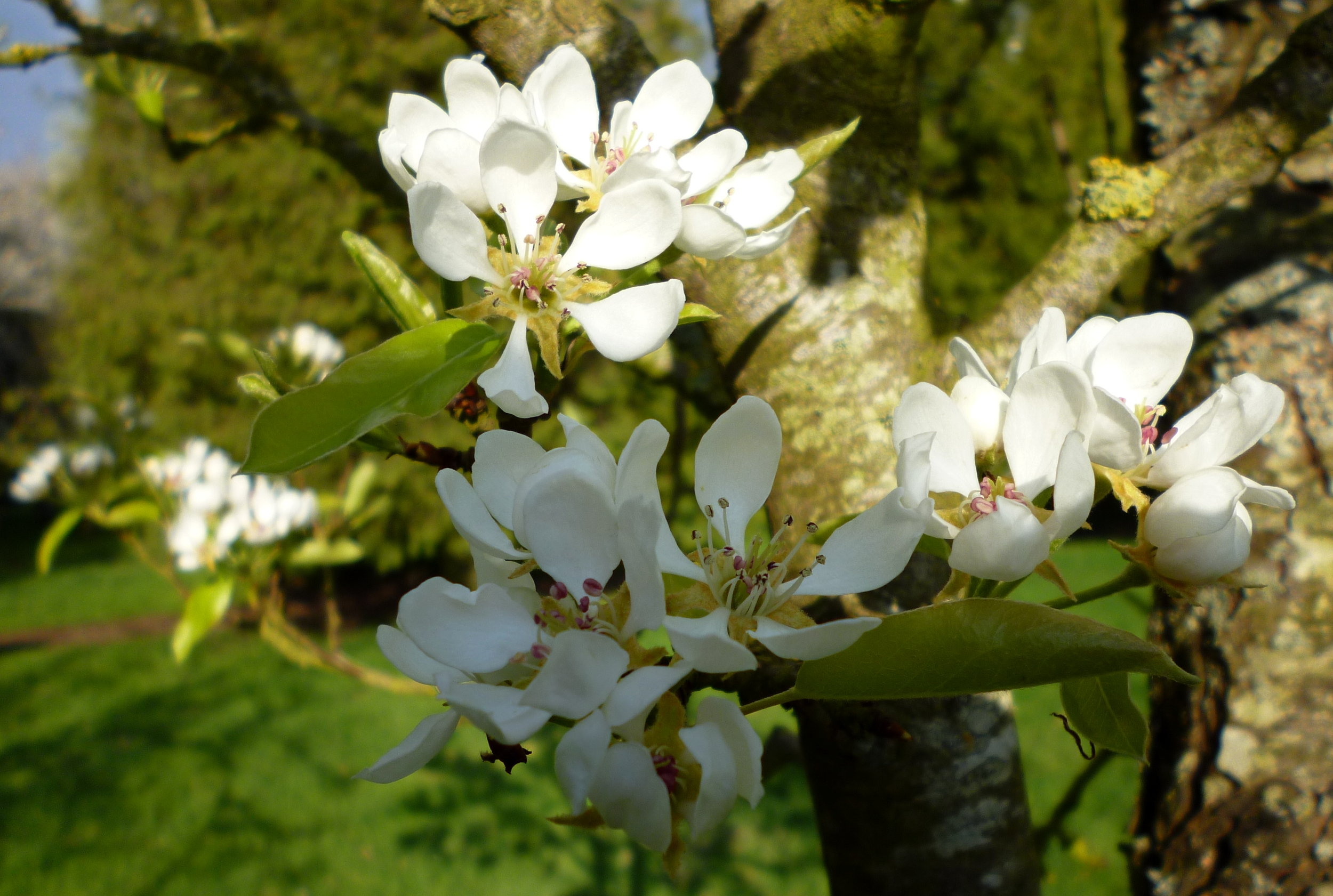
Fiori di un albero da frutto

Benedizione degli alberi da frutto (in ebraico ברכת האילנות‎?, Birkhat ha-Ilanot) è una benedizione dell'Ebraismo che si recita per la prima volta nel mese ebraico di Nisan, vedendo gli alberi da frutto in fiore, con l'arrivo della primavera a Rosh Chodesh.

## Testo
Il mese ebraico di Nisan a Rosh Chodesh apre ufficialmente la stagione della primavera, quando si può recitare la preghiera di benedizione vedendo gli alberi da frutto in fiore. Questa speciale benedizione viene recitata solo una volta all'anno e si ringrazia e loda Dio per il continuo rinnovo della Creazione. Il testo è il seguente:
| Ebraico                                                                                               | Traslitterazione | Traduzione italiana |
| --- | --- | --- |
| בָּרוּךְ אַתָּה ה' אֱ-לֹהֵינוּ מֶלֶךְ הָעוֹלָם שֶׁלֹּא חִסֵּר בְּעוֹלָמוֹ כְּלוּם וּבָרָא בוֹ בְּרִיּוֹת טוֹבוֹת וְאִילָנוֹת טוֹבוֹת לֵהָנוֹת בָּהֶם בְּנֵי אָדָם | Barukh Atah Ado-nai, E-loheinu, Melekh Ha'olam, shelo ḥisair b'olamo k'lum, uvara vo briyot tovot v'ilanot tovim, l'hanot bahem b'nai Adam. | Benedetto sei Tu, o Dio, nostro Signore, Re dell'Universo, che il Tuo mondo non manca di nulla e hai creato in esso buone creazioni e buoni alberi per il piacere dell'umanità. |

## Regole
È auspicabile cercare l'opportunità di recitare Birkhat HaIlanot al più presto nel mese di Nisan (a meno che Rosh Chodesh di Nisan cada di Shabbat). Si dice solo quando sia possibile vedere un albero in fiore per la prima volta. La sola crescita delle foglie non è sufficiente a consentire di dire la benedizione: devono esserci fiori (o gemme, secondo alcune autorità halakhiche).
- Questa benedizione viene detta una sola volta in presenza di alberi da frutto in fiore.[4]
- Sebbene la situazione è ideale per la benedizione sia di recitarla durante il mese di Nisan, sembrerebbe che, se non si vedono gli alberi in fiore fino al mese di Iyar, si sia autorizzati a dire la benedizione a posteriori (bedi'eved).[5]
- È permesso recitare la benedizione durante lo Shabbat e le altre festività ebraiche.[6]
- Preferibilmente, ci si dovrebbe impegnare a dire la benedizione quando si vedono due alberi in una sola volta. Tuttavia, se vi è un solo albero, la benedizione può ancora essere detta.[7]
- La benedizione non deve essere recitata per alberi da frutto innestati da due specie.[8]
- In Australia e altri paesi dell'emisfero meridionale, dove gli alberi fioriscono durante i mesi di Elul e Tishri, la benedizione può esser detta in quel tempo.[9]

## Interpretazioni
Idealmente, la benedizione Birkhat HaIlanot dovrebbe essere recitata fuori dei limiti cittadini/urbani e davanti ad almeno due alberi in fiore - ma più ce ne sono e meglio è (come per esempio in un frutteto). Ci sono coloro che sostengono che questi alberi devono essere di almeno due specie diverse. Inoltre, è auspicabile che sia recitata con un minian di 10 uomini se possibile, in modo che possa essere seguita dalla preghiera Kaddish.
Secondo la Cabala ebraica, questa benedizione ha un significato speciale. Quando gli ebrei la recitano, possono redimere le anime che sono state reincarnate nel regno vegetale, rendendo loro possibile di continuare o completare la rettificazione dell'anima. Occorre quindi dirla con intensa concentrazione.
Inoltre è bene seguire la benedizione con una donazione di 3 monete per tzedakah (carità), corrispondenti ai tre livelli spirituali di nefesh-ruach-neshama. Inoltre, il Ben Ish Hai raccomanda di dare 4 monete per l'elevazione dell'anima dei propri genitori defunti, in base alle quattro lettere del Nome.
Si interpreta che questo versetto sia applicabile a chiunque reciti Birkhat HaIlanot con le giuste intenzioni.